# Phường 4, Đông Hà
Phường 4 là một phường cũ thuộc thành phố Đông Hà, tỉnh Quảng Trị, Việt Nam.

## Lịch sử
Ngày 16 tháng 6 năm 2025, Ủy ban Thường vụ Quốc hội ban hành Nghị quyết số 1680/NQ-UBTVQH15 về việc sắp xếp các đơn vị hành chính cấp xã của tỉnh Quảng Trị năm 2025. Theo đó, sắp xếp toàn bộ diện tích tự nhiên, quy mô dân số của phường 1 (thành phố Đông Hà), phường 3 (thành phố Đông Hà), phường 4, phường Đông Giang, phường Đông Thanh thành xã mới có tên gọi là xã Đông Hà.

## Địa lý
Phường 4 nằm phía tây thành phố Đông Hà, có vị trí địa lý:
- Phía đông và phía nam giáp Phường 3
- Phía tây giáp huyện Cam Lộ
- Phía bắc giáp phường Đông Thanh và huyện Cam Lộ.

Phường 4 có diện tích 5,09 km², dân số năm 1999 là 4.188 người, mật độ dân số đạt 822 người/km².

## Hành chính
Phường 4 được chia thành 4 khu phố: 1, 2, 3, 4.